# 胡建龙
胡建龙，中华人民共和国政治人物、全国脱贫攻坚先进个人。

## 生平
胡建龙任湘阴县扶贫开发办公室党组书记、主任。因在脱贫攻坚战中作出突出贡献，2021年2月25日全国脱贫攻坚总结表彰大会上，胡建龙被授予“全国脱贫攻坚先进个人”。